# Waseda-SAT2
Waseda-SAT2 – japoński technologiczny sztuczny satelita typu CubeSat, zbudowany przez studentów z Uniwersytetu Waseda. Został wystrzelony 20 maja 2010 rakietą H-IIA F17, wraz z sondami Akatsuki, IKAROS i UNITEC-1 oraz satelitami Hayato i Negai. Po wypuszczeniu na orbitę nie otrzymano sygnału od satelity.
Satelita miał za zadanie testować nowe zastosowania kontroli położenia pojazdu, a także prowadzić obserwacje Ziemi metodą teledetekcji.